# Romance (poesía)
El romance es un tipo de poema característico de la famosa tradición literaria española, ibérica e hispanoamericana compuesto usando la combinación métrica homónima (octosílabos rimados en asonante en los versos pares). No debe confundirse con el subgénero narrativo de igual denominación.
Es un poema característico de la tradición oral española (véase el Romancero viejo). Fue muy popular durante el siglo XV cuando se hicieron recopilaciones de los romances en los libros denominados «romanceros», aunque la mayoría de los investigadores consideran que se transmitía oralmente desde varios siglos antes. El primer romance del que se tiene constancia escrita fue hallado en el cuaderno de apuntes de Jaume Olessa, un estudiante mallorquín italiano de Derecho, en 1421. Los romances son generalmente poemas narrativos de una gran variedad temática, según el gusto popular del momento y de cada lugar, pueden contener otras temáticas y ser cantados con ritmos locales. El romance fue concebido como poema para ser cantado o declamado por los trovadores o juglares que llevaban composiciones propias o de terceros a los pueblos donde llegaban.
Sin embargo, otros investigadores como el hispanista Daniel Eisenberg ha puesto en tela de juicio el origen del romance como composición oral, basándose en Cervantes, un «informante ideal», quien comenta que los romances estaban escritos antes de existir como textos orales, y no se veían como poesía, sino como historia; y por lo tanto, según Eisenberg, los ataca, en El retablo de Maese Pedro y otros pasajes de Don Quijote por su falta de veracidad histórica.

## Orígenes
No se ha podido precisar con exactitud el origen del romance pues su oralidad hace que sea bastante volátil y difícil de rastrear. Los investigadores de la poesía medieval española tienen varias teorías que relacionan el romance y los cantos épico-líricos, pues la similitud de algunos temas y episodios dificulta desligar estas dos formas literarias.

### Teorías al respecto
Existen tres teorías sobre el origen del romance: la primera, llamada por algunos «teoría tradicionalista o de la cantilena», considera que el romance fue una forma anterior a los cantares de gesta. La segunda, denominada «teoría individualista», tiende a creer que el romance fue una composición hecha por clérigos que deseaban realizar propaganda eclesiástica y conocían los hechos históricos de su contexto. La última, y más aceptada, es la teoría formulada por Menéndez Pidal, llamada «neo tradicionalista», que intenta conciliar las teorías anteriores planteando que el romance proviene de algunos fragmentos de la épica que se deseaban ampliar.

#### Teoría tradicionalista
Esta teoría se remonta a la tradición germánica, la cual considera a la forma del romance «el alma creadora del pueblo». Eruditos como Ferdinand Wolf consideran que este es el origen legítimo del romancero, y que de esta forma lírica se derivó la épica-lírica, ya que los poemas breves se fueron agrupando por temáticas hasta construir el cantar de gesta, la manifestación más popular de la épica.

#### Teoría individualista
Los investigadores que tienden hacia la teoría individualista creen que el origen de la épica era el Mester de Clerecía (u «oficio de los clérigos»), hecha por hombres poseedores de la cultura, no necesariamente eclesiásticos, que conocían y redactaban los hechos históricos. Por lo tanto, en esta teoría se considera que los romances son producto de autores clérigos concretos, que empezaron a escribir poemas épicos ligados a un monasterio con la intención de generar propaganda eclesiástica de los cultos sepulcrales de héroes allí enterrados y reliquias de santos, para tal fin usaban a los juglares como medio de difusión de la cultura de sus monasterios.

#### Teoría neo tradicionalista
El neo tradicionalismo actual plantea que los romances surgieron de la fragmentación de las grandes epopeyas medievales como el Cantar del Cid o Poema de Mio Cid y El cerco de Zamora. En este proceso, los poemas épicos cantados por los juglares circulaban no sólo en las cortes aristocráticas sino también en las plazas plebeyas, donde se generaba un ejercicio de recepción y memoria del cantar. De esta manera, ingresaron en el imaginario colectivo de las personas, quienes fueron transmitiendo oralmente de generación en generación los fragmentos que tenían mayor interés, en este proceso los romances no se conservaron de forma íntegra, se fueron modificando según el contexto y dieron paso a distintas versiones de un mismo romance, llegando incluso a mezclar unos con otros. Manuel Milá y Fontanals fue el precursor de esta teoría que posteriormente desarrollarían Menéndez Pelayo y Menéndez Pidal.

### Primeros romances
El más antiguo de los romances viejos que conservamos hoy, el de Gentil dona, gentil dona, se copió hacia 1421 en el cartapacio del estudiante mallorquín Jaume de Olessa, el cual se conserva en la de la primera mitad del siglo XV son El arzobispo de Zaragoza (1429), ambientado en tiempos de Alfonso V, y algo posterior Alfonso V y la conquista de Nápoles (anterior a 1448), ambos encontrados en cartapacios notariales. El Cancionero de Estúñiga (1460-63), el cual recoge romances de Carvajales, el Cancionero de Palacio, el Cancionero de Herberay des Essarts (1462-65) y el Cancionero de Rennert (1475-1500), del British Museum estos últimos dos, ofrecen breves muestras manuscritas de romances.
Hasta el siglo XVI no se imprimieron romances, gracias al auge de la Imprenta en España, algunas veces en pliegos sueltos, otras en compilaciones con forma de libro. Como dice Paloma Díaz-Mas:

Los pliegos sueltos empiezan a imprimirse ya a finales del siglo XV (es decir, hay pliegos sueltos incunables), pero su mayor auge es a partir de las primeras décadas del XVI. En pliego se publican textos en prosa (como relaciones de sucesos o de hechos históricos recientes), pero sobre todo muchos textos poéticos: muestras de la poesía cancioneril del siglo XV, composiciones poéticas de autores contemporáneos y, sobre todo, muchos romances, de los más diversos tipos: épicos, históricos, novelescos, eruditos basados en crónicas de la Antigüedad o de la historia de España, y ―sobre todo a partir de 1580― romances religiosos. El primer pliego suelto conservado que contiene un romance data de 1510 (Zaragoza, Jorge Coci) y contiene una versión del Conde Dirlos.

En cuanto a las recopilaciones en forma de libro, uno de los primeros cancioneros que se conserva es el Cancionero General de Hernando del Castillo, que tuvo nueve ediciones desde 1511 hasta 1573 y contenía 48 romances de poetas cortesanos que imitaban lo popular. Otros ejemplos surgieron, como el Libro de los cincuenta romances fechado hacia 1525, el cual no es tan ampliamente conocido como las grandes colecciones de romances tales como: el Cancionero de Romances en que están recopilados la mayor parte de los romances castellanos que hasta ahora se han compuesto, recopilado y clasificado por Martin Nucio en Amberes en 1547 por primera vez, la Silva de Romances impresa en Zaragoza alrededor de 1550, año en que también Guillermo de Miles costeaba los Romances en que están recopilados la mayor parte de los romances castellanos que hasta ahora se han compuesto. Esteban de Nájera imprimió en Zaragoza la primera parte de la Silva de varios romances, que tuvo dos continuaciones. El humanista Lorenzo Sepúlveda publicó en Amberes (1551) unos Romances nuevamente sacados de historias antiguas. Y junto a Alonso de Fuentes publicó en Medina del Campo (1570) el Cancionero de romances sacados de las crónicas antiguas de España. En 1573 Juan de Timoneda editó en Valencia lo que denominó Rosas: Rosa de amores, Rosa española, Rosa gentil y Rosa real, todas ellas colecciones de romances. En Alcalá de Henares Lucas Rodríguez publica el Romancero historiado (1579) y Pedro Moncayo, en Huesca, hizo lo propio con la Flor de varios romances nuevos y canciones (1589), de la que se hicieron después nueve continuaciones, también denominadas Flores, que juntas y unidas se publicaron al filo del siglo siguiente con el título de Romancero general (Madrid, 1600).
Con los siglos XVII y XVIII este ímpetu compilador decreció y llegó prácticamente a extinguirse. Solo en los años finales del Siglo de las Luces y sobre todo en el siglo XIX la inquietud por la recuperación del romancero volvió a florecer, espoleada por el romanticismo y su necesidad de recuperar las raíces de la identidad nacional. Agustín Durán, ancestro de Antonio Machado, publicó su Romancero general o colección de romances castellanos anteriores al siglo XVIII. Poco después, los alemanes Fernando José Wolf y Conrado Hofmann completaron la colección con dos volúmenes publicados en Berlín, titulados Primavera y flor de romances. Años más tarde Marcelino Menéndez Pelayo recogió y amplió esta obra en su Antología de poetas líricos castellanos, obra que ha llegado a ser llamada la «Biblia del Romancero», tanto por lo completo de sus testimonios como por la profundidad crítica de los estudios allí contenidos.
Manuel Milá y Fontanals, maestro de Menéndez Pelayo, escribió asimismo dos obras claves: Observaciones sobre la poesía popular con muestras de romances catalanes inéditos y De la poesía heroico-popular castellana.
En los primeros setenta años del siglo XX la labor principal de recopilación fue la de Ramón Menéndez Pidal, ayudada por su esposa María Goyri, con la cual oyó de labios de una lavandera durante su viaje de novios (1900) en Burgo de Osma un romance cantado que daba cuenta de que la tradición seguía viva: el romance por la muerte del príncipe don Juan. Ellos y una larga serie de colaboradores de su escuela prosiguieron sus trabajos. Sus hallazgos se condensan en once gruesos volúmenes y en infinidad de fichas y apuntes. Su descendiente Diego Catalán continuó esta labor, así como Manuel Alvar, Julio Caro Baroja, Francisco Aguilar Piñal y otros muchos.

## Tipos de transmisión
Los romances han llegado a nosotros a través de los siguientes caminos:
- Manuscritos: aquí se encuentran los romances conservados escritos a mano, como el famoso Cancionero musical de Palacio, que conserva las canciones de la corte de los Reyes Católicos y contiene 38 romances.
- Antologías impresas: en ellas se encuentran variedad de poemas que circulaban en la época medieval. Un ejemplo de estas antologías es el Cancionero general recopilado por Hernando de Castillo y publicado en 1511, el cual cuenta con 48 romances y otros tipos de poemas.
- Romanceros: se tratan de volúmenes formados exclusivamente por romances, como el famosísimo Cancionero de Romances publicado por el tipógrafo Martín Nucio en Amberes, hacia 1547, que suscitó varios siglos después la imitación de la llamada generación de poetas romancistas, entre los cuales se encuentran Lope de Vega, Miguel de Cervantes y Luis de Góngora.
- Pliegos sueltos: eran cuadernillos de cuatro hojas, formados por un pliego doblado, en los cuales se escribían romances para ser divulgados de forma informal y económica. Eran vendidos en ferias y ciudades, comúnmente por ciegos que buscaban sobrevivir vendiendo poemas anónimos o de su autoría, dando paso a los denominados romances de ciego. Por su intención y precio su calidad era reducida lo que hace difícil conservar dichos pliegos hasta hoy en día, tan solo se conservan alrededor de doscientos cincuenta pliegos que datan del siglo XVI en diferentes bibliotecas a nivel mundial.
- Tradición oral: acá se incluyen los romances que se han transmitido oralmente de una generación a otra. Aún hoy en día se conservan versiones de romances en la memoria de algunos pueblos españoles, sobre todo aquellos que se alejan del casco urbano, pues la influencia de la tecnología moderna y la globalización hacen que se pierda más rápido el interés de aprender los romances y transmitirlos.

## Clasificación
Existen diferentes clasificaciones de los romances atendiendo a distintos criterios, este ha sido un problema para la crítica desde siempre porque temáticamente pueden llegar a ser muy diversos y a la vez muy similares.
Se encuentran clasificados según:

### Cronología
- El Romancero viejo es aquel que proviene de la descomposición de antiguos cantares de gesta castellanos, de autor anónimo, del cual no se tiene certeza de su origen, pero se suele fechar su composición durante los siglos XIV y XV, aunque su circulación escrita se hizo durante el siglo XVI. Estos romanceros también se caracterizan por ser transmitidos principalmente de forma oral.
- El Romancero nuevo o moderno es el creado basándose en el romancero viejo varios siglos después, entre los siglos XVI y XXI. La autoría de estos poemas es conocida, su transmisión es principalmente escrita y en ellos se renuevan los temas y las formas tratadas por el romancero viejo. Algunos de los autores que compusieron romances nuevos son Cervantes, Lope de Vega, Quevedo, Luis de Góngora, Meléndez, el duque de Rivas, Miguel de Unamuno, Antonio Machado, Juan Ramón Jiménez, Federico García Lorca, entre otros.

### Temática
Esta es la clasificación más utilizada a la hora de hablar del romance español, fue propuesta por Menéndez Pidal, sin embargo sigue generando discusiones porque permanecen ligados a periodos históricos y porque no es exclusiva, ya que algunos romances puede pertenecer a más de una categoría. 
- Los romances históricos tratan temas históricos o legendarios pertenecientes a la historia medieval española, como la muerte del príncipe Juan, el Cid, Bernardo del Carpio, etc.
- Los romances épicos y legendarios cuentan las hazañas de héroes históricos, suelen estar basados en los cantares de gesta franceses, tales como los dedicados a la batalla de Roncesvalles o a Carlomagno, entre otros.
- Los romances fronterizos narran los acontecimientos ocurridos en la frontera de España durante la lucha contra los moros en la época de la Reconquista.
- Los romances novelescos cuentan con el mayor corpus de romances, su temática es muy variada, se basan en la ficción, en los motivos populares y en la subjetividad del compositor, y frecuentemente están inspirados en el folclore español y asiático.

- Los romances tradicionales, vulgares o de ciegos narran hechos sensacionalistas, crímenes horrendos, hazañas de guapos o bandoleros (como los siete del famoso Francisco Esteban), milagros, portentos, etcétera. Estos suelen incluirse en los romances históricos o en los novelescos.

### Estructura
Los romances generalmente poseen una estructura narrativa en la que se puede distinguir un marco, una situación inicial, una complicación y una resolución. El marco está formado por los personajes, el lugar y el momento de la acción; mientras que en la situación inicial, se plantea un conflicto o un problema. Dicho conflicto se desarrolla en la complicación y por último, en la resolución, el conflicto se soluciona para bien o para mal, o queda en suspenso, lo cual es una característica típica de algunos de los mejores romances: el final trunco o abierto. A partir de ello surgen tres estructuras: el romance escena, el romance historia y el romance con estribillo:
- Romance escena: tratan del momento más dramático, emotivo o culminante de una historia cuyo principio y fin no se refiere. Aquí el conflicto se desarrolla sin situación inicial y deja un final abierto. Por ejemplo, Romance del infante Arnaldos o el Romance del prisionero.

- - El infante Arnaldos

¡Quién hubiera tal ventura / sobre las aguas del mar / como hubo el infante Arnaldos / la mañana de San Juan! / Andando a buscar la caza / para su falcón cebar, / vio venir una galera / que a tierra quiere llegar; / las velas trae de sedas, / la ejarcia de oro torzal, / áncoras tiene de plata, / tablas de fino coral. / Marinero que la guía / diciendo viene un cantar, / que la mar ponía en calma, / los vientos hace amainar; / los peces que andan al hondo, / arriba los hace andar; / las aves que van volando, / al mástil vinen posar. / Allí habló el infante Arnaldos, / bien oiréis lo que dirá: / —Por tu vida el marinero, / dígasme ora ese cantar. / Respondióle el marinero, / tal respuesta le fue a dar: / —Yo no digo mi canción / sino a quien conmigo va.
- - Romance del prisionero

Que por mayo era, por mayo, / cuando hace la calor, / cuando los trigos encañan / y están los campos en flor, / cuando canta la calandria / y responde el ruiseñor / cuando los enamorados / van a servir al amor; / sino yo, triste, cuitado, / que vivo en esta prisión; / que ni sé cuándo es de día / ni cuándo las noches son, / sino por una avecilla / que me cantaba el albor. / Matómela un ballestero; / dele Dios mal galardón.
- Romance historia: narran una historia con principio y fin, como por ejemplo el Romance del conde Olinos, inspirado en una muy antigua leyenda occidental de origen celta, que recuerda bastante a la china de Los amantes mariposa.

- - Romance del conde Olinos

Madrugaba el conde Olinos, / mañanita de San Juan, / a dar agua a su caballo / a las orillas del mar. / Mientras el caballo bebe, / canta un hermoso cantar: / las aves que iban volando / se paraban a escuchar; / caminante que camina / detiene su caminar; / navegante que navega / la nave vuelve hacia allá. / Desde la torre más alta / la reina le oyó cantar: / —Mira, hija, cómo canta / la sirenita del mar. / —No es la sirenita, madre, / que esa no tiene cantar; / es la voz del conde Olinos, / que por mí penando está. / —Si por tus amores pena / yo le mandaré matar, / que para casar contigo / le falta sangre real. / —¡No le mande matar, madre; / no le mande usted matar, / que si mata al conde Olinos / juntos nos han de enterrar! / —¡Que lo maten a lanzadas / y su cuerpo echen al mar! / Él murió a la medianoche; / ella, a los gallos cantar. / A ella, como hija de reyes, / la entierran en el altar, / y a él, como hijo de condes, / unos pasos más atrás. / De ella nace un rosal blanco; / de él, un espino albar. / Crece el uno, crece el otro, / los dos se van a juntar. / La reina, llena de envidia, / ambos los mandó cortar; / el galán que los cortaba / no cesaba de llorar. / De ella naciera una garza; / de él, un fuerte gavilán. / Juntos vuelan por el cielo, / juntos vuelan par a par.
- Romance con estribillo: utilizan un estribillo al final de cada estrofa, como el romance ¡Ay de mi Alhama!.

- - Romance de la pérdida de Alhama (o Planto de Muley Hacén a la pérdida de Alhama el 28 de febrero de 1482)

Paseábase el rey moro / por la ciudad de Granada / desde la puerta de Elvira / hasta la de Vivarrambla. —¡Ay de mi Alhama!—. Cartas le fueron venidas / que Alhama era ganada. / Las cartas echó en el fuego / y al mensajero matara. —¡Ay de mi Alhama!—. Descabalga de una mula, / y en un caballo cabalga; / por el Zacatín arriba / subido se había al Alhambra. —¡Ay de mi Alhama!—. Como en el Alhambra estuvo, / al mismo punto mandaba / que se toquen sus trompetas, / sus añafiles de plata. —¡Ay de mi Alhama!—. Y que las cajas de guerra / apriesa toquen el arma, / porque lo oigan sus moros, / los de la vega y Granada. —¡Ay de mi Alhama!—. Los moros que el son oyeron / que al sangriento Marte llama, / uno a uno y dos a dos / juntado se ha gran batalla. —¡Ay de mi Alhama!—. Allí fabló un moro viejo, / de esta manera fablara: / —¿Para qué nos llamas, rey, / para qué es esta llamada? —¡Ay de mi Alhama!—. —Habéis de saber, amigos, / una nueva desdichada: / que cristianos de braveza / ya nos han ganado Alhama. —¡Ay de mi Alhama!—. Allí fabló un alfaquí / de barba crecida y cana: / —Bien se te emplea, buen rey, / buen rey, bien se te empleara. —¡Ay de mi Alhama!—. Mataste los Bencerrajes, / que eran la flor de Granada, / cogiste los tornadizos / de Córdoba la nombrada. —¡Ay de mi Alhama!—. Por eso mereces, rey, / una pena muy doblada: / que te pierdas tú y el reino, / y aquí se pierda Granada. —¡Ay de mi Alhama!—.

## Recursos textuales
Algunos de los recursos formales, o internos, más usados son:
- Repetición léxica: es la reiteración de un vocablo con el que se destaca aquello en que se quiere que el lector u oyente haga hincapié: «Abenámar, Abenámar, / moro de la morería...», «Fontefrida, Fontefrida, / Fontefrida y con amor...».
- Repetición variada o políptoton: es la utilización de la misma familia de palabras en el mismo pasaje: «Moro de la morería» / «Caminante que camina / olvida su caminar. / Navegante que navega / su nave vuelve hacia allá».
- Aliteración: es la reiteración fonética de una letra: «Cuando canta la calandria / y responde el ruiseñor» (en este caso, imitando el canto de los pájaros, por lo que es onomatopeya).
- Construcción paralela: se produce cuando hay repeticiones semánticas, es decir, reiteraciones de significado («Mañanita de San Juan / mañanita de primor»), o repeticiones de estructuras gramaticales (paralelismo sintáctico: «Tú me destierras por uno / yo me destierro por cuatro»). Dentro de este apartado también cabe señalar el uso de anáforas.
- Símil: es la comparación hecha entre dos objetos que guardan algún tipo de relación.
- Imágenes sensoriales: corresponden a cada uno de los cinco sentidos (imagen visual, olfativa, auditiva, táctil y gustativa), con un típico gusto femenino por la descripción: «Allá va la mi señora, / entre todas la mejor; / viste saya sobre saya, / mantellín de tornasol, / camisa con oro y perlas / bordada en el cabezón. / En la su boca muy linda / lleva un poco de dulzor; / en la su cara tan blanca, / un poquito de arrebol, / y en los sus ojuelos garzos / lleva un poco de alcohol...».
- Deícticas, apostróficas y exclamativas: se usan con mucha frecuencia para conseguir mayor emotividad y recabar la atención del oyente.
- Alternación de las formas verbales: se juega a utilizar distintos tiempos verbales, como presente/pretérito para animar la narración con el cambio de perspectivas temporales, desde un pasado lejano a un pasado cercano e incluso a un presente o viceversa: «—¿Qué castillos son aquellos? / Altos son, y relucían... / —El Alhambra era, señor, / huerta que par no tenía...».
- Fragmentarismo: se centran en el momento más intenso de la acción sin narrar antecedentes ni consecuencias para lograr mayor dramatismo.
- Dramatismo; frente a las baladas medievales nórdicas, en que es característico el sentido del misterio, en el Romancero español es muy acusado su dramatismo.
- Narración y diálogo: con ello consiguen su característico movimiento dramático.
- Final brusco y enigmático: aumenta su valor dramático (El infante Arnaldos, Romance del prisionero, etc.).

## Recursos extratextuales
En este apartado se mencionan los recursos no textuales de los cuales puede constar un romance para cargarse de sentido y significado.
- Comienzo con un personaje en movimiento: Ej.: «hablando estaba el claustro».
- Localización temporal: se realiza mediante una fecha religiosa o significativa para el lugar originario del romance.
- Localización de la acción: es generalmente a orillas del mar, de un lago, en una torre o un campo de batalla.

## Música
Las tonadas de los romances son de carácter popular. Desde el punto de vista formal, estas tonadas suelen componerse de dos frases melódicas, la primera de cadencia suspensiva y la segunda conclusiva. Existen romances cuyo fraseo melódico es más largo y elaborado que el citado, aunque en estos casos se recurre a la repetición de uno o varios versos para lograr el perfecto encaje de la letra y la música.
|  |  |

## Trascendencia
El Romancero provocó, como ya había hecho en el Siglo de Oro, la imaginación de los poetas del Romanticismo europeo e hispánico, como Victor Hugo. Durante el siglo XIX se proliferaron las traducciones de estas baladas españolas al inglés, al francés y al alemán. Vale la pena comentar que los romanceros antiguos existen también en otros idiomas, como el catalán o el portugués. En Austria Barbara Elisabeth Glück escribió un Romancero (1845) y en Alemania la imitó Heinrich Heine con otro Romanzero (1851).
A su vez el romance llegó hasta América Latina en la época de la colonia de forma oral y escrita. Muchos romances fueron adaptados por los locales a su cultura y contexto, generando así nuevas versiones del romance, en el cual se conserva a veces la forma, o a veces el contenido, pero se cambia la intención y el contexto. De estos ejemplos se tienen en toda Latinoamérica, con los corridos mexicanos, el joropo en Venezuela, los cantos del Pacífico en Colombia o las coplas populares en Argentina.

## Figura femenina

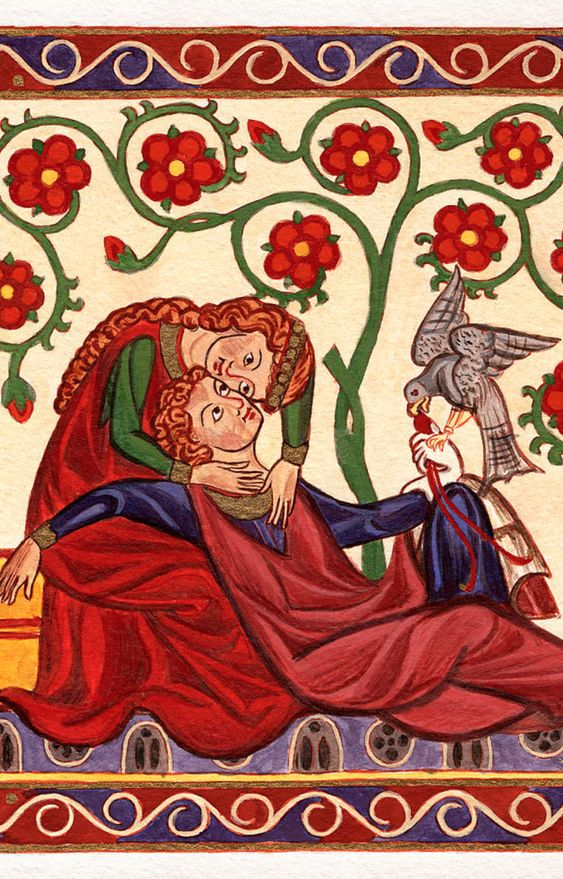
Dos amantes, ilustrados en el Codex Manesse.

Siguiendo la tradición de la lírica popular de la península ─las jarchas mozárabes, las cantigas gallego-portuguesas o los villancicos castellanos─, el romance como ejercicio de autor cortesano de los siglos XIV y XV hereda ciertas marcas de oralidad sobre sus personajes (que se reciben ya caracterizados y completamente construidos), por ejemplo su sentido atemporal, su condición estereotípica y su manifestación como un haz de rasgos semánticos en la intriga. En este sentido, el personaje mujer en el romancero conserva su etopeya tradicional, que es doble. Por un lado, aparece sumisa, devota, fiel y desdichada; por otro, aparece maliciosa, calculadora, vengativa y valiente.
Sin embargo, es difícil tratar el tema de la mujer categóricamente, extrapolándolo de la literatura. No se puede pretender reconstruir una visión del mundo medieval a través del romancero, que no existe como un «todo», como una unidad temática y cultural. Los romances responden a diferentes épocas, regiones y públicos. La diferencia más importante recae en la producción y la recepción, porque el tratamiento de los motivos y los temas cambia entre el estadio popular y el cortesano. Aun así, se puede hablar del valor y la relevancia de la mujer dentro del género del romance.
Pese a que la mayoría de los romances fueron escritos por hombres, no se puede invisibilizar la influencia de la mujer en el romancero; bien sea en los temas literarios sobre la mujer (el amor cortesano), en los personajes (que muchas veces son mujeres), en la voz lírica o narrador (aunque los autores sean hombres, los romances son escritos desde el punto de vista femenino: el yo poético femenino) y en la transmisión y preservación de la tradición de los romances. La mujer ha sido dejada en un segundo plano en la historia del romancero, y su importancia ha sido reducida a ser la inspiración de los poemas o la protagonista que encarna casi siempre valores pasivos o negativos; es decir, se construye a la mujer desde una óptica masculina, según los intereses masculinos; esto inclina la balanza del lado del caballero valiente (capaz de traicionar y reivindicarse), mientras la mujer aparece como una dama sumisa, fiel y casta (que si es deshonrada queda deshonrada de por vida).
Temáticamente, la presencia protagónica o coprotagónica de la mujer en el romancero se reduce al amor y la honra en variedades de formas. Son muchos los poemas que tratan sobre seducciones, incestos, adulterios, relaciones sexuales, enamoramientos, desamores, casamientos, pérdida de la honra, etc. En el romancero viejo (siglos XIV y XV) las conductas femeninas varían según aquello que se represente. Cuando han mancillado la honra de la mujer, las soluciones pueden ser el matrimonio, la muerte (o el suicidio), y en algunos casos la venganza. Cuando el tema es la seducción, si es de la mujer hacia el hombre puede suceder porque la mujer es malcasada, porque requiere una prueba de amor, porque sigue su impulso erótico o en raras ocasiones porque desea asesinarlo; si es del hombre hacia la mujer, en algunos casos la seducción se hace en contra de su voluntad y ella decide castigarlo o perdonarlo, y otras veces es seducida porque la quieren engañar.
A través del romancero se filtran las voces femeninas, y con ellas algunos deseos y necesidades que son opacados por el idealismo. El amor cortesano, al situar a la mujer en un pedestal y ser idealizada por el hombre, crea una representación alejada de la realidad, un molde que con el tiempo se rompe y da paso a una nueva serie de valores, que se evidencian en la poesía popular y en los debates del siglo XV. Por ejemplo, en la autora Christine de Pizan o en Teresa de Cartagena que forman parte de la defensa de las mujeres y toman la palabra (véase: Querella de las mujeres). No cabe duda de que al representar un contexto particular en la historia, el romancero demuestra valores propios de su tiempo y espacio, normas y conductas que se intentan perpetuar o trasgredir: el hogar como espacio de la mujer, el matrimonio como algo sagrado, el problema del adulterio, la venganza, etc. Y en últimas, la tragedia del amor imposible o del amor triunfante e idealizado. Se podría resumir el papel de la mujer en el romancero como protagonista de una tragedia en una situación límite, sumisa ante el caballero o controlándolo (la que tiene el poder e incluso se venga), simplemente no hay un espacio para el diálogo entre ambas partes.